# منتخب الرأس الأخضر لكرة السلة للسيدات
منتخب الرأس الأخضر الوطني لكرة السلة للسيدات هو ممثل الرأس الأخضر الرسمي في المنافسات الدولية في كرة السلة للسيدات.